# Louis Koo
Louis Koo Tin-Lok, mais conhecido como Louis Koo, (Hong Kong, 21 de Outubro de 1970) é um ator chinês, que ficou famoso por seu papél em Detective Investigation Files IV.